# Michal Vondrka
Michal Vondrka (* 17. května 1982 České Budějovice) je bývalý český hokejový útočník a reprezentant, který odehrál v české Extralize za sedm klubů bezmála 1000 utkání, nejvíc v dresu Slavie Praha. Mimo Česko hrál také ve finské Liize za Oulun Kärpät a za HC Slovan Bratislava v KHL.

## Hráčská kariéra
V roce 2001 byl v pátém kole draftován do NHL klubem Buffalo Sabres jako 155. hráč v pořadí, v Severní Americe ale kromě dvoutýdenního kempu nehrál. Českobudějovický rodák a odchovanec přestoupil v průběhu sezóny 2003/2004 do Slavie Praha, v jejímž dresu se stal v sezóně 2007/2008 mistrem české Extraligy. Za Slavii hrál s výjimkou střídavých startů v prvoligovém Hradci Králové (2004) a hostování v extraligových Karlových Varech (2006) do konce sezóny 2010/2011, následující ročník začal ve finském Oulu, v listopadu 2011 se ale vrátil do Slavie. Od roku 2014 nastupoval za HC Slovan Bratislava, který v té době hrál KHL. Klub měl finanční problémy a Vondrka se kvůli nevyplácení mzdy rozhodl přestoupil v lednu 2015 do Sparty, kde sezónu dohrál. V červenci podepsal tříletou smlouvu s Piráty Chomutov, které nově trénoval bývalý trenér Slavie Vladimír Růžička. V Chomutově byl kapitánem a v sezóně 2016/2017 dovedl tým do semifinále, smlouvu tam ale neprodloužil. Sezónu 2017/2018 odehrál za BK Mladá Boleslav. V následující sezóně se stal kapitánem klubu, ale v lednu 2020 po neshodách s vedením přestoupil do Dynama Pardubice, aby mu pomohl k záchraně v Extralize, což se podařilo. Celou sezónu 2020/2021 vynechal kvůli zranění zad v zápase Generali Česká Cupu a v červenci 2021 podepsal jako devětatřicetiletý po 18 letech kontrakt s mateřským klubem v Českých Budějovicích.

## Manažerská práce
Po skončení sezóny 2022/2023, ve které kvůli pozdnímu startu a okamžitému zranění startu odehrál 18 utkání, ukončil profesionální hráčskou kariéru a stal se generálním manažerem českého národního týmu hráčů do osmnácti let. Manažerem je na poloviční úvazek, mimo to také podniká a věnuje se včelaření.

## Ocenění a úspěchy
- 2017 ČHL - Nejvíce vstřelených vítězných branek
- 2017 ČHL - Hokejista sezony
- 2017 ČHL - Nejlepší střelec v playoff
- 2018 ČHL - Nejvíce vstřelených vítězných branek

## Prvenství

### ČHL
- Debut - 17. září 2000 (HC Sparta Praha proti HC České Budějovice)
- První gól - 5. prosince 2000 (HC Excalibur Znojemští Orli proti HC České Budějovice, brankáři Oldřichu Svobodovi)
- První asistence - 28. září 2001 (HC Oceláři Třinec proti HC České Budějovice)
- První hattrick - 13. prosince 2009 (HC Slavia Praha proti HC Plzeň 1929)

### KHL
- Debut - 6. září 2012 (HC Slovan Bratislava proti HK Donbass Doněck)
- První asistence - 8. září 2012 (HC Slovan Bratislava proti Dinamo Riga)
- První gól - 13. září 2012 (HK Dinamo Minsk proti HC Slovan Bratislava, brankáři Larsu Haugenovi)

## Klubová statistika
| Sezóna       | Klub                         | Soutěž       |     | Základní část | Základní část | Základní část | Základní část | Základní část |    | Play off | Play off | Play off | Play off | Play off |
| Sezóna       | Klub                         | Soutěž       | Z   | G             | A             | B             | TM            | Z             | G  | A        | B        | TM       |          |          |
| 1998–99      | HC České Budějovice          | ČHL-18       |     |               |               |               |               |               |    |          |          |          |          |          |
| 1999–00      | HC České Budějovice          | ČHL-20       | 20  | 6             | 3             | 9             | 14            | —             | —  | —        | —        | —        |          |          |
| 2000–01      | HC České Budějovice          | ČHL-20       | 31  | 9             | 14            | 23            | 37            | 6             | 0  | 0        | 0        | 0        |          |          |
| 2000–01      | HC České Budějovice          | ČHL          | 8   | 1             | 0             | 1             | 2             | —             | —  | —        | —        | —        |          |          |
| 2000–01      | SHC Vajgar Jindřichův Hradec | 2.ČHL        | —   | —             | —             | —             | —             | 1             | 0  | 1        | 1        | 0        |          |          |
| 2001–02      | HC České Budějovice          | ČHL-20       | 12  | 2             | 6             | 8             | 6             | 2             | 1  | 3        | 4        | 2        |          |          |
| 2001–02      | HC České Budějovice          | ČHL          | 33  | 1             | 1             | 2             | 2             | —             | —  | —        | —        | —        |          |          |
| 2002–03      | HC České Budějovice          | ČHL-20       | 7   | 4             | 1             | 5             | 4             | —             | —  | —        | —        | —        |          |          |
| 2002–03      | HC České Budějovice          | ČHL          | 27  | 1             | 3             | 4             | 4             | 3             | 0  | 0        | 0        | 0        |          |          |
| 2002–03      | IHC Písek                    | 1.ČHL        | 18  | 3             | 2             | 5             | 39            | 3             | 1  | 0        | 1        | 0        |          |          |
| 2003–04      | HC České Budějovice          | ČHL          | 8   | 1             | 0             | 1             | 0             | —             | —  | —        | —        | —        |          |          |
| 2003–04      | HC Slavia Praha              | ČHL          | 37  | 6             | 7             | 13            | 8             | 19            | 2  | 1        | 3        | 4        |          |          |
| 2004–05      | HC Slavia Praha              | ČHL          | 25  | 5             | 1             | 6             | 12            | 5             | 0  | 0        | 0        | 2        |          |          |
| 2004–05      | HC VČE Hradec Králové        | 1.ČHL        | 9   | 0             | 1             | 1             | 4             | —             | —  | —        | —        | —        |          |          |
| 2005–06      | HC Slavia Praha              | ČHL          | 52  | 6             | 1             | 7             | 24            | 14            | 1  | 1        | 2        | 0        |          |          |
| 2006–07      | HC Slavia Praha              | ČHL          | 38  | 4             | 5             | 9             | 45            | 6             | 2  | 2        | 4        | 16       |          |          |
| 2006–07      | HC Energie Karlovy Vary      | ČHL          | 11  | 0             | 0             | 0             | 31            | —             | —  | —        | —        | —        |          |          |
| 2007–08      | HC Slavia Praha              | ČHL          | 52  | 9             | 8             | 17            | 20            | 19            | 2  | 4        | 6        | 6        |          |          |
| 2008–09      | HC Slavia Praha              | ČHL          | 50  | 9             | 13            | 22            | 40            | 18            | 6  | 7        | 13       | 12       |          |          |
| 2009–10      | HC Slavia Praha              | ČHL          | 52  | 9             | 26            | 35            | 36            | 16            | 6  | 7        | 13       | 4        |          |          |
| 2010–11      | HC Slavia Praha              | ČHL          | 52  | 14            | 21            | 35            | 24            | 19            | 4  | 11       | 15       | 12       |          |          |
| 2011–12      | Kärpät Oulu                  | SM-l         | 21  | 3             | 3             | 6             | 14            | —             | —  | —        | —        | —        |          |          |
| 2011–12      | HC Slavia Praha              | ČHL          | 30  | 14            | 17            | 31            | 22            | —             | —  | —        | —        | —        |          |          |
| 2012–13      | HC Slovan Bratislava         | KHL          | 46  | 9             | 11            | 20            | 18            | 4             | 1  | 1        | 2        | 0        |          |          |
| 2013–14      | HC Slovan Bratislava         | KHL          | 48  | 12            | 12            | 24            | 18            | —             | —  | —        | —        | —        |          |          |
| 2014–15      | HC Slovan Bratislava         | KHL          | 45  | 7             | 12            | 19            | 28            | —             | —  | —        | —        | —        |          |          |
| 2014–15      | HC Slavia Praha              | ČHL          | 5   | 0             | 2             | 2             | 4             | 10            | 1  | 1        | 2        | 4        |          |          |
| 2015–16      | Piráti Chomutov              | ČHL          | 39  | 11            | 13            | 24            | 14            | 8             | 1  | 1        | 2        | 10       |          |          |
| 2016–17      | Piráti Chomutov              | ČHL          | 51  | 23            | 23            | 46            | 30            | 17            | 10 | 4        | 14       | 4        |          |          |
| 2017–18      | Piráti Chomutov              | ČHL          | 52  | 18            | 25            | 43            | 20            | —             | —  | —        | —        | —        |          |          |
| 2018–19      | BK Mladá Boleslav            | ČHL          | 52  | 17            | 24            | 41            | 22            | 8             | 3  | 2        | 5        | 0        |          |          |
| 2019–20      | BK Mladá Boleslav            | ČHL          | 32  | 8             | 8             | 16            | 18            | —             | —  | —        | —        | —        |          |          |
| 2019–20      | HC Dynamo Pardubice          | ČHL          | 14  | 5             | 7             | 12            | 2             | —             | —  | —        | —        | —        |          |          |
| 2021–22      | HC Motor České Budějovice    | ČHL          | 47  | 15            | 9             | 24            | 16            | 10            | 2  | 3        | 5        | 4        |          |          |
| 2022–23      | HC Motor České Budějovice    | ČHL          | 18  | 4             | 4             | 8             | 4             | —             | —  | —        | —        | —        |          |          |
| Celkem v ČHL | Celkem v ČHL                 | Celkem v ČHL | 785 | 181           | 218           | 399           | 400           | 187           | 45 | 51       | 96       | 84       |          |          |
| Celkem v KHL | Celkem v KHL                 | Celkem v KHL | 139 | 28            | 35            | 63            | 64            | 4             | 1  | 1        | 2        | 0        |          |          |

## Reprezentace
Česko reprezentoval na mistrovství světa juniorů v roce 2002. Premiéru v seniorském národním týmu si odbyl 16. dubna 2009 v zápase Česká republika – Švédsko (2:1) na Českých hokejových hrách v Liberci. Hrál na třech mistrovstvích světa, na svém prvním v roce 2012 získal bronzovou medaili a v roce 2015 hrál na domácím mistrovství světa v Praze a Ostravě. V roce 2018 nastoupil na Zimních olympjských hrách.
| Rok                       | Tým                       | Soutěž                    | Z  | G | A | B | TM |
| ------------------------- | ------------------------- | ------------------------- | -- | - | - | - | -- |
| 2002                      | Česko 20                  | MSJ                       | 7  | 1 | 1 | 2 | 8  |
| 2012                      | Česko                     | MS                        | 9  | 0 | 1 | 1 | 0  |
| 2014                      | Česko                     | MS                        | 6  | 0 | 0 | 0 | 0  |
| 2015                      | Česko                     | MS                        | 5  | 2 | 0 | 2 | 0  |
| 2018                      | Česko                     | OH                        | 2  | 0 | 0 | 0 | 0  |
| Seniorská kariéra celkově | Seniorská kariéra celkově | Seniorská kariéra celkově | 22 | 2 | 1 | 3 | 0  |